# 빵으로 Peace!
《빵으로 Peace!》(パンでPeace!)는 emily가 그린 일본의 4컷 만화 작품이다.

## 줄거리
미나미는 어머니가 만드는 샌드위치를 좋아하는 여자 아이다. 고교 입학식 날에, 빵을 계기로 알게 된 유우타치 "빵 친구"의 일상을 그린다.

## 서적 정보
- emily 《빵으로 Peace!》 KADOKAWA MF 코믹스, 2권 간행 (2016년 3월 26일 현재)

1. 2015년 8월 27일 발매[2] (2015년 8월 31일 발행) ISBN 978-4-04-067744-6
2. 2016년 3월 26일 발매[3] (2016년 3월 31일 발행) ISBN 978-4-04-068160-3

## TV 애니메이션

### 주제가
오프닝 테마 「청춘은 먹는 것입니다」(青春は食べ物です)
노래 - petit milady / 작사 - 나카무라 카나타 / 작곡 - 모리야 야스아키 (SUPA LOVE) / 편곡 - 賀佐泰洋 (SUPA LOVE) / 베이스 - 콘도 유우타